# Торсон Костянтин Петрович
Костянтин Петрович Торсон (27 вересня 1793 року, Санкт-Петербург — 4 грудня 1851 року, Селенгінськ) — капітан-лейтенант, ад'ютант начальника Морського штабу, навколосвітній мореплавець, декабрист.

## Родина
Народився в сім'ї лютеран, ймовірно, вихідців зі Швеції.
Батько — Петро Давидович Торсон, майор Генерального штабу, підполковник. Мати — Шарлотта-Христина Карлівна Тіман.

## Військова кар'єра
4 вересня 1803 року зарахований до Морського кадетського корпусу. 23 травня 1806 року переведений в гардемарини.
Учасник російсько-шведської війни 1808—1809 років. 6 вересня 1808 року брав участь у битві зі шведським гребним флотом біля островів Пальво і Судсало. За відмінність у цій битві з особистого дозволу імператора Олександра I п'ятнадцятирічному гардемарину 1 квітня 1809 року було присвоєне звання мічмана. 30 липня 1809 року брав участь у битві фрегата «Богоявлення Господнє» із шведським фрегатом.
Отримав поранення під час десанту в Лібава 9 липня 1812 року. Став першим морським офіцером, нагородженим за участь у Вітчизняній війні 1812 року. 26 липня 1814 року отримав звання лейтенанта.
У 1819—1821 роках на шлюпі «Восток» брав участь у навколосвітньому плаванні Фадея Беллінсгаузена і Михайла Лазарєва, яке вперше в історії підійшло до шельфових льодовиків Антарктиди. Іменем Торсона був названий острів у південній частині Атлантичного океану. Після повстання декабристів острів перейменували на Високий.
З 22 липня 1823 року — ад'ютант начальника Морського штабу. 30 серпня 1824 року отримав звання капітан-лейтенанта. Працював над проектами розвитку суднобудування, брав участь у роботі комісії зі складання кошторисів будівництва військових судів.
З 15 грудня 1824 року — дійсний член Вільного товариства любителів російської словесності.

## Декабрист
Наприкінці 1824 або на початку 1825 року вступив до Північного таємного товариства. Прийняв до цього товариства братів Миколу та Михайла Бестужевих. Торсон не брав безпосередньої участі в повстанні на Сенатській площі 14 грудня, але був одним з найактивніших членів Північного товариства. Йому, як флотському офіцеру, доручалося після арешту імператорської родини вивезти її за кордон на фрегаті.

### Арешт і каторга
Заарештований 15 грудня 1825 року. Після допиту відправлений до Свеаборзької фортеці. 26 квітня 1826 року переведений до Петропавловської фортеці. 6 травня 1826 року Торсону дозволили писати на тему реформування флоту.
За вироком Верховного суду Костянтина Торсона віднесено до другого розряду «державних злочинців». Він був засуджений до «політичної смерті». 10 липня 1826 року вирок змінено на каторжні роботи на 20 років. 22 серпня термін каторги був скорочений до 15 років. 10 грудня відправлений до Сибіру. 28 січня 1827 року одним з перших прибув у Читинський острог. У вересні 1830 року переведений до Петровського заводу. 8 листопада 1832 року термін каторги скорочений до 10 років.
У «каторжній академії» читав лекції про російську фінансову систему, розповідав про навколосвітню подорож, про свої праці з механіки. Продовжував роботу над проектами реформування флоту. Займався винаходом і виготовленням сільськогосподарських машин: молотарок, віялок, сівалок, косарок. Разом з Миколою Бестужевим відремонтував водяний млин у Петровському Заводі, механізував дуття на заводській домні.
Костянтин Петрович Торсон гардемарином брав участь у битві зі шведами у Фінській затоці в 1808 році. Лейтенантом на шлюпі «Восток» обійшов навколо світу. У 1824 році отримав звання капітан-лейтенанта — блискуча кар'єра, улюбленець флоту, близькість до вищих кіл імперії. Після розгрому грудневого повстання, в 1826 році, засуджений на каторгу. У Нерчинських рудниках, в Петровському казематі він обмірковував програму розвитку продуктивних сил Сибіру. На вічному засланні в Селенгінську він ставить собі за мету — бути корисним краю введенням машин, і сам будує молотарку. Займається баштанництвом — звідки флотський офіцер знав сільське господарство?… 
 — Пане лейтенант, — сказав тут Беллінсгаузен, — вітаю вас присвоєнням імені вашого цьому острову, служіть і надалі славі Росії, і хай допоможе вам Бог!… 
 як же було невесело Фаддею Фаддеїчу потім, після повстання, за наказом царя стирати ім'я лейтенанта з карти і вписувати «Високий». Бути може, і новою назвою Беллінсгаузен натякав на високий дух свого юного мандрівника…— Конецкий В.В. Третий лишний: Повесть, гл. 5 // Собрание сочинений в 7 томах (8 книгах). — СПб.: Международный фонд «300 лет Кронштадту — возрождение святынь», 2001—2003. — Т. 6. — 704 с.

### Заслання

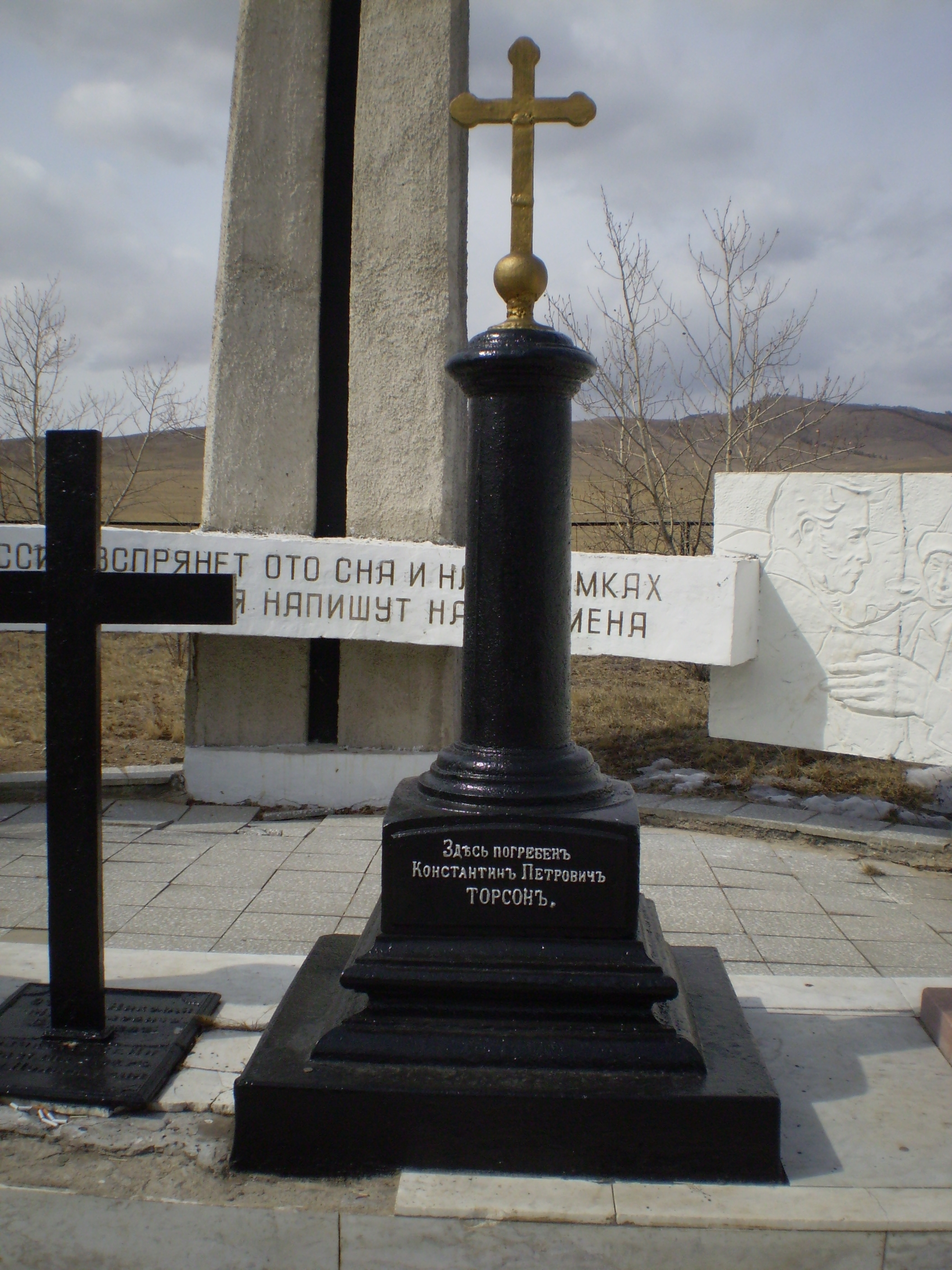
Могила Костянтина Торсона в Новоселенгінську

У грудні 1835 року вийшов на поселення і був направлений до Акшинської фортеці на півдні Східного Забайкалля. У 1836 році написав статтю «Сільськогосподарський та географічний опис місцевості фортеці Акша на березі річки Онон».
15 січня 1837 року Торсон отримав дозвіл на поселення в Селенгінську і прибув до міста 21 травня того ж року. 14 березня 1838 року до нього переїхали мати і сестра.
В Селенгінську продовжував займатися будівництвом і удосконаленням сільськогосподарських машин, написав статтю «Погляд на винахід і поширення машин». Намагався запровадити в Сибіру молотарку власної конструкції, вирощував кавуни і дині.
Через Торсона брати Бестужеви вирішили оселитися в Селенгінську, хоча мали їхати до Західного Сибіру. З Бестужевими в своєму будинку Торсон організував школу для навчання грамоті та ремеслам дітей місцевих жителів.
У червні 1838 року і в 1847 році їздив на лікування на Туркинські мінеральні води (нині курорт Горячинськ у Бурятії).
Жив у цивільному шлюбі з Параскою Кондратьєвою. У 1841 році у них народилася дочка Єлизавета, яка отримала по батькові Петрівна — за іменем хрещеного батька і прізвище Кондратьєва. Також був син Петро Кондратьєв.
Костянтин Торсон помер в Селенгінську 4 грудня 1851 року. Похований на Посадському кладовищі на березі Селенги. 19 серпня 1852 року поруч з ним поховали його матір, Шарлотту Карлівну. Пізніше, у 1855 році, тут був похований і Микола Бестужев.
Архіви Торсона потрапили на зберігання барону Андрію Розену. Сестрі Торсона, Катерині, в 1855 році було дозволено повернутися в Європейську Росію. У 1858 році вона жила в Москві і отримувала матеріальну допомогу від Малої артілі декабристів.

## Нагороди
- орден Святої Анни III ступеня (31 липня 1812 року)
- Срібна медаль на пам'ять 1812 року
- орден Святого Володимира IV ступеня за участь у навколосвітній плаванні Ф. Ф. Беллінсгаузена